# Viatris
Viatris Inc. est une entreprise mondiale de soins de santé américaine dont le siège est à Canonsburg, en Pennsylvanie. La société a été formée par la fusion de Mylan et Upjohn le 16 novembre 2020,.
Le nom de l'entreprise vient des mots latins via, qui signifie chemin, et tris, qui signifie trois, se référant au chemin vers trois objectifs principaux que l'entreprise s'est fixés,.
Viatris s'est classé 254e dans le classement Fortune 500 2021 des plus grandes entreprises américaines quant au chiffre d'affaires total.

## Histoire

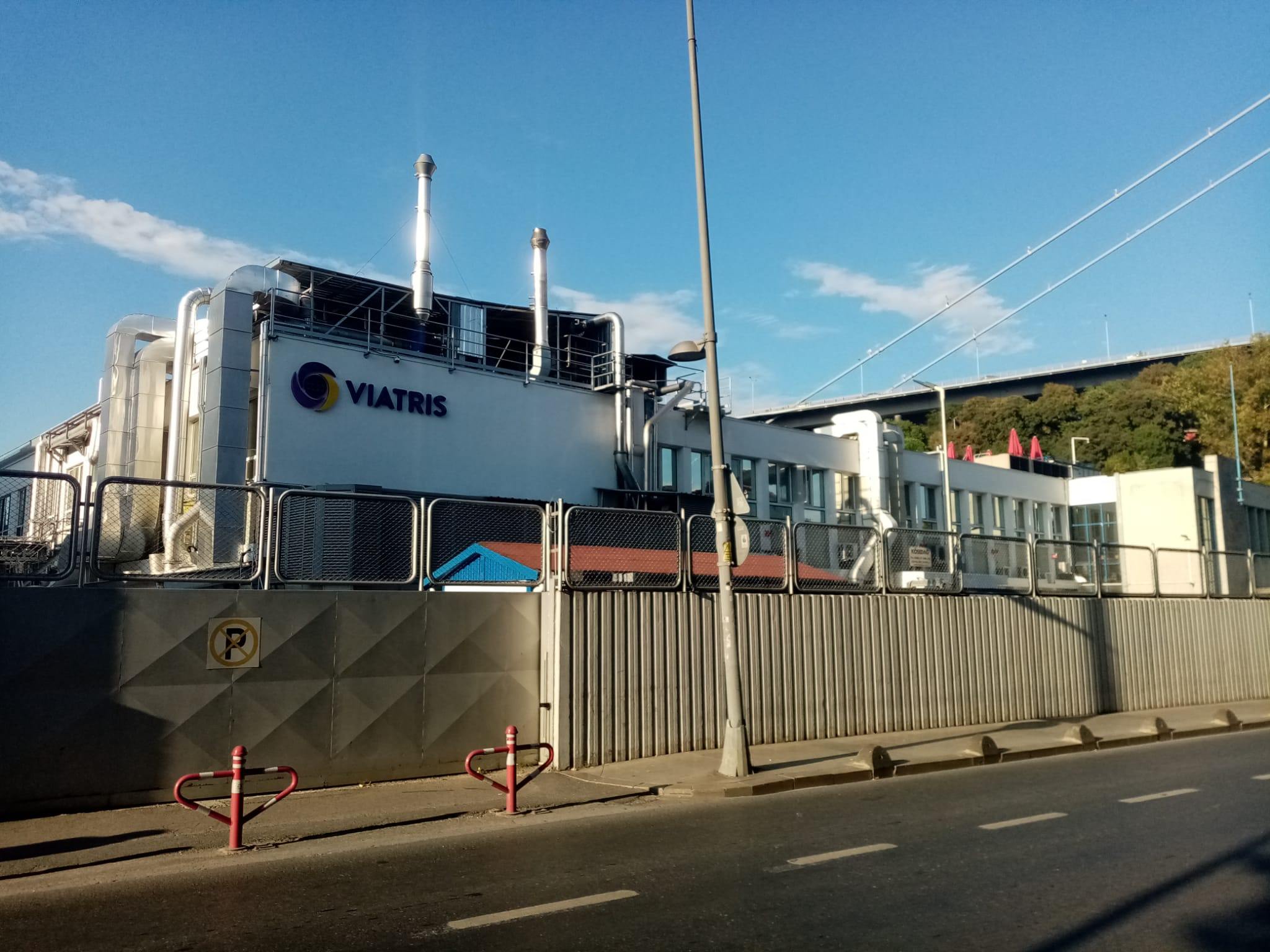
Une usine Viatris à Istanbul le 27 mai 2023.

Le 16 novembre 2020, Upjohn a fusionné avec Mylan et a changé son nom en Viatris. À cette époque, Michael Goettler en est devenu le directeur,. Viatris est tenu à 57 % par les actionnaires de Pfizer. 
À la suite de cette fusion, la société a été cotée sur le NASDAQ sous le symbole boursier VTRS.
En décembre 2020, la société a annoncé un plan de restructuration et de réduction des coûts qui affecterait jusqu'à 20 % de sa main-d'œuvre mondiale, soit 9 000 emplois,.

## Produits
La société produit et vend plus 1 400 molécules thérapeutiques approuvées dans son portefeuille. Elle possède des marques : Viagra, Xanax, Lipitor,, des génériques, des biosimilaires,, des médicaments en vente libre (OTC) et des ingrédients pharmaceutiques actifs. Les produits Viatris couvrent des domaines thérapeutiques comprenant les maladies cardiovasculaires, infectieuses, l'oncologie, l'immunologie, le système nerveux central, l'anesthésie, la santé féminine, le diabète, le métabolisme, la gastro-entérologie, les voies respiratoires, les allergies, et la dermatologie,.
Les produits suivants ont été récemment lancés ou ont reçu des approbations réglementaires depuis la création de Viatris :
- Abevmy (Bevacizumab), un biosimilaire, a reçu l'approbation de la Commission européenne en avril 2021[18],[19] ;
- Hulio (Adalimumab), un biosimilaire, a été lancé au Japon[20] et au Canada en février 2021[21] ;
- Kixelle (Insulin Aspart), un biosimilaire, a reçu l'approbation de la Commission européenne en février 2021[22],[23] ;
- le dolutégravir a reçu l'approbation de la FDA des États-Unis en décembre 2020 pour traiter les enfants atteints du VIH/sida dans les pays à revenu faible ou intermédiaire. La formulation est aromatisée à la fraise pour la rendre plus facile à donner aux enfants et a été mise à disposition avec une remise de 75 % par rapport aux traitements précédents[24],[25].

## Partenariats
À la suite de la création de Viatris, la société est devenue membre du Forum des biosimilaires, une organisation commerciale qui plaide pour une plus grande utilisation des biosimilaires.
Viatris s'est associé à l'American College of Cardiology, à la NCD Alliance et à la World Heart Federation pour créer la NCD Academy, une plate-forme pour aider à lutter contre les maladies non transmissibles dans le monde,.
En décembre 2020, l'entreprise a travaillé avec Sesame Workshop pour créer des ressources pour aider les enfants et leurs tuteurs à gérer leurs besoins sociaux et émotionnels affectés par la pandémie de COVID-19,.
En avril 2021, la société s'est associée à Atomo Diagnostics et Unitaid pour étendre l'accès à l'autotest du VIH à 135 pays et réduire le prix des tests d'environ 50 %,.